# Antonín Sum
Antonín Sum (31. ledna 1919, Praha – 15. srpna 2006, Praha) byl český právník, účastník domácího odboje za druhé světové války, osobní tajemník Jana Masaryka, politický vězeň v procesu s M. Horákovou, kominík, spisovatel, skaut a činovník Junáka a YMCA.

## Biografie
Začátkem 20. let bydlel v Americe, kde jeho otec pracoval na vyslanectví. Tam jej Jan Masaryk poznal jako malého kluka (po válce pak pracoval v úřadu předsednictva vlády a Jan Masaryk si jej přivedl k sobě na ministerstvo zahraničí).
Vystudoval Právnickou fakultu Univerzity Karlovy. Za druhé světové války byl účastníkem domácího odboje, aktivně bojoval proti německé okupaci a v květnu 1945 patřil k účastníkům Pražského povstání. Po válce v letech 1946–1947 pracoval na Úřadě předsednictva vlády. V roce 1947 nastoupil na Ministerstvo zahraničních věcí a stal se osobním tajemníkem Jana Masaryka, jímž byl až do Masarykovy smrti.
V roce 1949 byl Antonín Sum zatčen a v roce 1950 odsouzen na 22 let za velezradu. Hrozil mu i trest smrti, od něhož jej zachránil svými známostmi a přímluvami jeho přítel hudebník dr. Emil Ludvík. Ve vězení zůstal do roku 1962. Až roku 1968 se dočkal rehabilitace. Byl zastáncem teorie Masarykovy "demonstrativní sebevraždy" (jako "předmět doličný" ukazoval[ujasnit] ministrovu bibli, kterou měl Jan po otci T.G. Masarykovi, založenou tam, kde byla 10. 3. 1948 otevřena,[zdroj⁠?!] při jejím nalezení na Masarykově nočním stolku[zdroj⁠?!], kde si podtrhl části epištoly Galatským vč. Gal 5, 22–23 (Kral, ČEP)).
V roce 1968 byl zvolen starostou skautské organizace Junák během krátké období její činnosti; v letech 1969 a 1970 se snažil za cenu ústupků v rozporu se skautskými principy udržet jeho existenci, ale nakonec se spolupodílel na jeho sebelikvidaci schvalováním postupu ústřední stranické skupiny.
Po sametové revoluci znovu krátce působil jako starosta Junáka, kde se zasloužil o jeho znovupřijetí do WOSM. Na sněmu v roce 1990 jej vystřídala Dagmar Burešová. Působil také ve sdružení YMCA.
V roce 1995 byl zvolen jedním z místopředsedů Masarykova demokratického hnutí. Tam obdržel rovněž čestnou medaili T. G. Masaryka (1998) spolu s dalšími třemi jeho místopředsedy prof. Milanem Machovcem, dr. Josefem Patejdlem, doc. Vratislavem Preclíkem a perzekvovanými zpěváky Martou Kubišovou a Jiřím Suchým (Míčovna Pražského hradu 7. 3. 1998).
Roku 2003 mu byl propůjčen prezidentem Václavem Klausem Řád T. G. Masaryka III. třídy.